# Лікування за кордоном
Лікування громадян України за кордоном — державна програма по скеруванню на лікування за кордон пацієнтів. Це винятковий захід для громадян, захворювання яких не лікується в Україні, незалежно від віку, статі, соціального походження, майнового стану, місця проживання та інших ознак.
Для лікування за кордон направляються пацієнти переважно з онкологічними захворюваннями, а також тими, які потребують нейрохірургічної та кардіохірургічної допомоги. Із них більше третини дітей.

## Реалізація програми
Програма лікування за кордоном працює близько 7 років.
У 2017 році МОЗ ініціювало прийняття постанови Кабінету Міністрів України від 27 грудня 2017 року № 1079
«Про забезпечення організації направлення громадян України для лікування за кордон».
Завдяки цьому пацієнтів стали направляти на лікування значно швидше. Раніше після рішення комісії МОЗ вони мали чекати, бо Міністерство фінансів виділяло гроші тричі на рік. Після прийняття нової постанови важкохворих відправляють одразу після позитивного рішення комісії.
За останні два роки висококваліфіковану допомогу, переважно пересадку органів, отримало більше 200 пацієнтів. При цьому більша частина за 2017 рік.
| Рік  | Виділено коштів (мільйони гривень) | Скеровано пацієнтів |
| ---- | ---------------------------------- | ------------------- |
| 2010 | 30,2707                            | 40                  |
| 2011 | 14,5619                            | 18                  |
| 2012 | 14,3919                            | 14                  |
| 2013 | 51,9909                            | 47                  |
| 2014 | 51,9489                            | 39                  |
| 2015 | 203,9489                           | 84                  |
| 2016 | 387,7489                           | 136                 |
| 2017 | 628,3410                           | 226                 |

У 2017 році Україна відправляла за громадян на лікування у Білорусь, Туреччину, Індії, Ізраїлю, Італії, Німеччини, Польщі, Іспанії, Чехії, Швейцарії, Литви.